# Jana Škorničková
Jana Škorničková (n. 1960 ) es una botánica checa, que se desempeña académicamente en la Universidad Carolina.

## Algunas publicaciones
- B.C. Tan, J. Skornickova. 2007. Proceedings of the 4th International Ginger Symposium, 3rd-6th July 2006. Volumen 47, Partes 1-2 de The Gardens' bulletin. 229 pp.

- La abreviatura «Škorničk. o Skornick.» se emplea para indicar a Jana Škorničková como autoridad en la descripción y clasificación científica de los vegetales.[1]